# Podnoszenie ciężarów na Letnich Igrzyskach Olimpijskich 1896
Zawody w podnoszeniu ciężarów podczas Igrzysk Olimpijskich w 1896 odbyły się w dniu 7 kwietnia 1896 r. Rozegrano dwie konkurencje: podnoszenie ciężarów oburącz i podnoszenie ciężarów jednorącz.

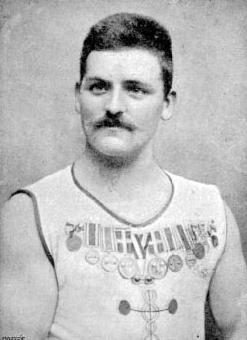
Złoty i srebrny medalista Viggo Jensen

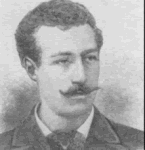
Złoty i srebrny medalista Launceston Elliot

## Medaliści
Medale w kolorach złotym, srebrnym i brązowym zostały przyznane w późniejszym okresie przez Międzynarodowy Komitet Olimpijski; pierwotnie zwycięzcy otrzymali srebrne medale, a zawodnicy z kolejnych miejsc nie dostali żadnych nagród.
| Konkurencja:          | Złoto             | Srebro            | Brąz                    |
| Jednorącz (szczegóły) | Launceston Elliot | Viggo Jensen      | Alexandros Nikolopoulos |
| Oburącz (szczegóły)   | Viggo Jensen      | Launceston Elliot | Sotirios Versis         |

## Klasyfikacja medalowa
| Miejsce | Państwo         | Złoto | Srebro | Brąz | Suma |
| ------- | --------------- | ----- | ------ | ---- | ---- |
| 1       | Dania           | 1     | 1      | 0    | 2    |
| 1       | Wielka Brytania | 1     | 1      | 0    | 2    |
| 3       | Grecja          | 0     | 0      | 2    | 2    |
|         | Razem           | 2     | 2      | 2    | 6    |

 Węgry i  Cesarstwo Niemieckie także brały udział w zawodach, ale nie zdobyły żadnych medali.